# Sveta Nedelja
Sveta Nedelja  è una città della Croazia di 15 506 abitanti della Regione di Zagabria.